# Savignac-les-Églises
Savignac-les-Églises là một xã, nằm ở tỉnh Dordogne vùng Aquitaine của Pháp. Xã này có diện tích 21,9 km², dân số năm 2004 là 934 người. Xã nằm ở khu vực có độ cao trung bình 111 m trên mực nước biển.

## Thông tin nhân khẩu
| Năm    | 1962 | 1968 | 1975 | 1982 | 1990 | 1999 | 2004 |
| ------ | ---- | ---- | ---- | ---- | ---- | ---- | ---- |
| Dân số | 682  | 625  | 732  | 722  | 853  | 898  | 934  |